# Myrgaszat
Myrgaszat – wieś w Armenii, w prowincji Armawir. W 2011 roku liczyła 4993 mieszkańców.